# John Thomas (athlétisme)
Pour les articles homonymes, voir Thomas et John Thomas.
John Curtis Thomas  (né le 3 mars 1941 à Boston et mort le 15 janvier 2013 à Brockton,) est un athlète américain, spécialiste du saut en hauteur. Il améliore à trois reprises le record du monde de la discipline durant la saison 1960.

## Biographie
Étudiant à l'Université de Boston, John Thomas se distingue en début de saison 1959 lors du meeting en salle des Millrose Games, à New York, en devenant le premier athlète à franchir la barre des 7 pieds (2,13 m).
Adepte de la technique du rouleau ventral, il établit le premier record du monde de sa carrière le 30 avril 1960 à Philadelphie en effaçant une barre à 2,17 m, améliorant d'un centimètre la meilleure marque mondiale du Soviétique Yuriy Stepanov établi trois ans auparavant. Il égale cette performance quelques jours plus tard, le 21 mai à Cambridge dans le Massachusetts, puis franchit 2,18 m le 24 juin au cours des Championnats des États-Unis de Bakersfield. Le 1er juillet 1960, à Palo Alto lors des sélections olympiques américaines, John Thomas porte le record mondial à 2,22 m.
Figurant parmi les favoris des Jeux olympiques d'été de 1960, à Rome, l'Américain se classe troisième de la finale, avec un saut à 2,14 m, derrière les Soviétiques Robert Shavlakadze et Valeriy Brumel (2,16 m tous les deux). Il remporte un second titre national en plein air en 1962, et s'adjuge cinq autres titres en salle en 1959, 1960, 1962, 1964 et 1966.
Lors des Jeux olympiques d'été de 1964, à Tokyo, John Thomas remporte la médaille d'argent en effaçant une barre à 2,18 m, marque constituant alors un nouveau record olympique. Il est devancé au nombre d'essais par Valeriy Brumel, détenteur du record du monde depuis 1961.

## Palmarès

### international
| Date | Compétition     | Lieu  | Résultat | Marque |
| ---- | --------------- | ----- | -------- | ------ |
| 1960 | Jeux olympiques | Rome  | 3e       | 2,14 m |
| 1964 | Jeux olympiques | Tokyo | 2e       | 2,18 m |

### National
- Championnats des États-Unis d'athlétisme :
  - Plein air : vainqueur en 1960 (2,18 m) et 1962 (2,08 m)[7].
  - Salle : vainqueur en 1959, 1960, 1962, 1964 et 1966[8]

## Records

### Records du monde
- 2,17 m le 30 avril 1960 à Philadelphie (amélioration du record du monde du Soviétique Yuriy Stepanov)
- 2,17 m le 21 mai 1960 à Cambridge (record égalé)
- 2,18 m le 24 juin 1960 à Bakersfield
- 2,22 m le 1er juillet 1960 à Palo Alto (sera battu par Valeriy Brumel le 18 juin 1961)

### Records personnels
| Épreuve                 | Performance | Lieu      | Date             |
| ----------------------- | ----------- | --------- | ---------------- |
| Saut en hauteur         | 2,22 m      | Palo Alto | 1er juillet 1960 |
| Saut en hauteur (salle) |             |           |                  |